# Vuelo 383 de American Airlines
El vuelo 383 de American Airlines era un vuelo doméstico regular de pasajeros desde el Aeropuerto Internacional O'Hare de Chicago, Illinois, hasta el Aeropuerto Internacional de Miami. El 28 de octubre de 2016, el Boeing 767-300ER que operaba el vuelo sufrió un incendio en un motor durante el despegue. La tripulación abortó el despegue, evacuando a todos a bordo, y 21 ocupantes resultaron heridos. La aeronave sufrió daños irreparables.
El accidente se debió a la rotura de un disco en el motor de estribor, y uno de sus fragmentos perforó el depósito de combustible del ala. La investigación reveló la necesidad de directivas más estrictas para la inspección ultrasónica de motores.

## Descripción

### Aeronave
El avión, un Boeing 767-323(ER) de 13 años de antigüedad, propulsado por dos motores General Electric CF6-80C2B6, número de matrícula N345AN, fue entregado a American Airlines en 2003.

### Tripulación
Al mando estaba el capitán Anthony Kochenash, de 61 años. Había volado con American Airlines desde mayo de 2001 y anteriormente con TWA desde enero de 1986 hasta abril de 2001. Kochenash también sirvió en la Fuerza Aérea de los Estados Unidos desde mayo de 1978 hasta octubre de 1985, pilotando tanto el Boeing KC-135 como el CT-39. Acumuló 17.400 horas de vuelo, incluidas 4.000 en el Boeing 767.Su copiloto era el primer oficial David Ditzel, de 57 años. Al igual que el capitán, también trabajaba para American Airlines desde mayo de 2001 y había volado previamente con TWA desde diciembre de 1995 hasta abril de 2001. Contaba con 22.000 horas de vuelo, 1.600 de ellas en el Boeing 767.

## Accidente y incendio

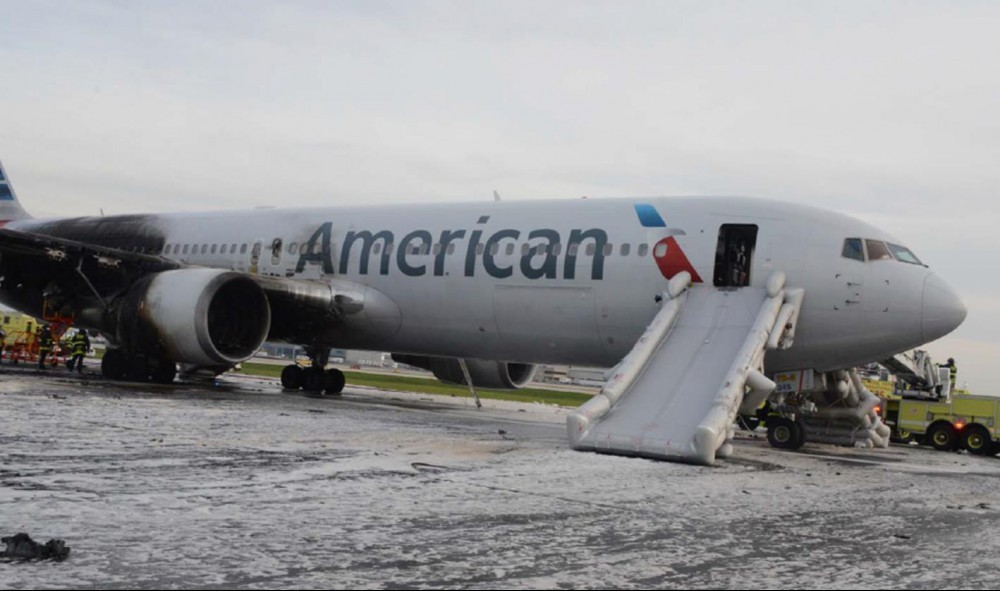
El avión, poco después de completar la evacuación.

A las 14:30 (2:30 P. M.) Hora Estándar del Centro (CDT), el vuelo 383 recibió autorización para despegar por la pista 28R. La aeronave inició su carrera de despegue un minuto después, con el capitán Kochenash al mando y el primer oficial Ditzel supervisando. A las 14:31:32, Ditzel anunció "ochenta nudos"; sin embargo, 11 segundos después, la grabadora de voz de la cabina (CVR) registró un fuerte ruido. La aeronave comenzó a virar a la derecha y Kochenash rechazó el despegue.: 1–2 

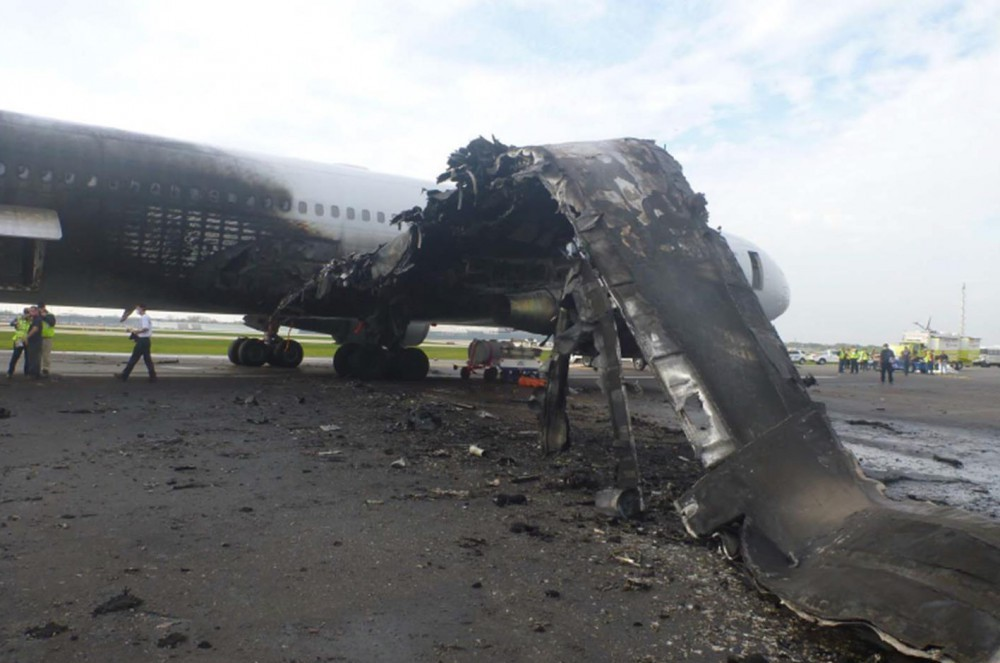
El daño a la aeronave después de que se extinguió el incendio

Ditzel comunicó por radio a la torre de control: "American 383, deteniéndose en la pista". El controlador ya había detectado la falla del motor y respondió "¡Entendido! ¡Entendido! ¡Fuego!", informando a la tripulación de la situación. Ditzel preguntó al controlador de la torre: "¿Ve humo o fuego?". El controlador respondió: "Sí, fuego por el ala derecha". Ordenó que enviaran los camiones de bomberos a la aeronave. Kochenash solicitó la lista de verificación de incendios del motor; se apagó el motor derecho y se activó el extintor. Kochenash solicitó la lista de verificación de evacuación, durante la cual los auxiliares de vuelo ya habían iniciado la evacuación, a pesar de no haberse dado la orden (lo cual no es obligatorio). Tras apagar el motor izquierdo, Kochenash finalmente dio la orden de evacuación y activó la alarma. La primera salida de emergencia (la salida por la ventana sobre el ala izquierda) se abrió entre 8 y 12 segundos después de que la aeronave se detuviera. Tras completar la lista de verificación de evacuación, los pilotos evacuaron.
La tripulación logró abortar el despegue y evacuar a todos a bordo, mientras los servicios de emergencia extinguían el incendio. Veintiún personas resultaron heridas y la aeronave sufrió daños sustanciales muy considerables, fue dada de bajay almacenada.
El motor derecho sufrió una rotura repentina del disco de la etapa 2 operando a potencia de despegue. El disco se separó en dos piezas, la más pequeña de las cuales perforó el tanque de combustible del ala y luego voló 2935 pies (895 m), cayendo a través del techo de una instalación de United Parcel Service (UPS) y quedando en el piso del edificio. Nadie resultó herido en el edificio de UPS.
El lado derecho del fuselaje sufrió daños considerables por el fuego. El ala derecha se desplomó aproximadamente a la mitad de su longitud. Posteriormente, American declaró la aeronave como una pérdida del casco. Este accidente marca la decimoséptima pérdida del casco de un Boeing 767.
Ese mismo día, el vuelo 910 de FedEx Express se estrelló en el Aeropuerto Internacional de Fort Lauderdale-Hollywood; todos resultaron ilesos.

## Investigación y recomendaciones
En julio de 2017, GE Aviation emitió un Boletín de Servicio recomendando que las aerolíneas realicen inspecciones periódicas de los discos de la primera y segunda etapa de todos los motores CF6 fabricados antes de 2000.
El 30 de enero de 2018, la Junta Nacional de Seguridad en el Transporte (NTSB) emitió su informe final sobre el accidente que involucró al 383 de American.Se rastreó el origen de la falla en el disco 2 hasta una "mancha blanca sucia discreta" que, a juicio de la Junta, habría sido indetectable durante la fabricación o la inspección posterior, con las técnicas de inspección disponibles. Como resultado, la NTSB formuló varias recomendaciones de seguridad, no solo con respecto al motor y la aeronave, sino también a los problemas planteados por la evacuación.

### Inspecciones del motor
Aunque el CF6 había sido objeto de múltiples directivas de aeronavegabilidad de la Administración Federal de Aviación (FAA), estas no se habían centrado en los discos de Etapa 1, más grandes y relativamente más lentos, ubicados en la parte delantera del motor y fabricados con una aleación de níquel. Si bien la FAA había indicado su intención de emitir una orden para la inspección ultrasónica de los CF6-80 en septiembre de 2017, la NTSB solicitó que dichas inspecciones se extendieran a todos los modelos de motores de aeronaves comerciales grandes en servicio. El 30 de agosto de 2018, la FAA emitió una directiva de aeronavegabilidad que exigía a las aerolíneas realizar inspecciones ultrasónicas continuas para detectar grietas en los discos de Etapa 1 y Etapa 2 de motores como los involucrados en el vuelo 383.La NTSB también solicitó que se incrementen las precauciones de diseño, basadas en múltiples rupturas de discos no contenidos, para que se integren continuamente en el diseño de todos los aviones comerciales, especialmente en las alas y los tanques de combustible; la FAA aún no ha respondido a esa recomendación.

### Procedimientos
La Junta recomendó listas de verificación separadas para incendios de motores, tanto para operaciones en tierra como en vuelo. La lista de verificación utilizada no diferenciaba entre estas opciones y, por lo tanto, no incluía un paso específico para detener el otro motor si la aeronave se encontraba en tierra. Como resultado, un pasajero que evacuaba por la salida sobre el ala izquierda fue la única persona gravemente herida tras ser derribada por el escape del motor aún en funcionamiento. Además, la lista de verificación proporcionada a los pilotos exigía la descarga de solo una de las dos botellas de extintor del motor afectado, seguida de una espera de 30 segundos para evaluar su eficacia; sin embargo, otras listas de verificación específicas para operaciones en tierra exigen el uso inmediato de ambas botellas para crear un entorno más seguro para la evacuación de la aeronave.
La Junta también criticó los esfuerzos de comunicación entre la tripulación, incluyendo la incapacidad de los auxiliares de vuelo para operar correctamente el interfono (que difería del modelo utilizado en el entrenamiento) y la falta de información de la tripulación sobre su intención de evacuar. La Junta también solicitó que se investigaran las medidas correctivas contra los pasajeros que evacuan con equipaje de mano a pesar de haber recibido instrucciones específicas de la tripulación para no hacerlo.